# Roger Jönsson
Pour les articles homonymes, voir Jönsson.
Roger Jönsson est un hockeyeur professionnel né le 13 mai 1973 à Karlskrona en Suède.

## Carrière
Il joue dans le club des Brûleurs de loups de Grenoble depuis 2004 en position de centre. Il est l'auteur dans ce club de 34 buts en 70 matchs joués sur les saisons 2004-2005 et 2005-2006.